# 广西大学站
广西大学站是南宁轨道交通1号线、5号线的地铁换乘站，位于中华人民共和国广西壮族自治区南宁市西乡塘区大学东路与明秀西路路口地下。该站在2016年12月28日南宁轨道交通1号线西段通车时开放载客，设有9个出入口和2个岛式站台。

## 历史
1号线部分在2009年8月正式开工，是南宁轨道交通的试验段工程——大學－明秀路口綜合交通工程的一部分（该工程在2009年2月28日开工），是南宁轨道交通首个开工的站点，采用明挖顺做法施工。施工方用了8个月完成车站主体架构的建设。1号线西段（石埠站－麻村站）在2016年11月底通过评审，具备与1号线东段（南湖站－火车东站）贯通运行的条件，并于12月28日开始试运行，广西大学站也因此而启用，成为1号线的中途站之一。
5号线部分在2017年10月2日开工，附近有复杂的地上、地下管线，以及紧靠1号线的密集建筑群，因此施工过程非常困难，挖掘基坑期间，施工方制定的地面沉降标准非常高。施工位置下方的地质复杂，土壤成分包括厚厚的砾砂及圆砾层，且富含地下水，增加围护结构地下连续墙的施工风险。经过及时处理，施工方已减轻上述施工风险；此工程主体结构已于2019年6月封顶。此外，5号线新秀公园站－广西大学站区间需下穿1号线站台，盾构机和1号线站台底板之间的净距离只有2.65米。后经过施工方严密的审查和控制，此区间已于2020年6月贯通，完工后，1号线广西大学站站台底板的最大累积沉降量少于2毫米，低于10毫米的最大允许误差。5号线于2021年12月16日建成通车。

## 设施

### 结构

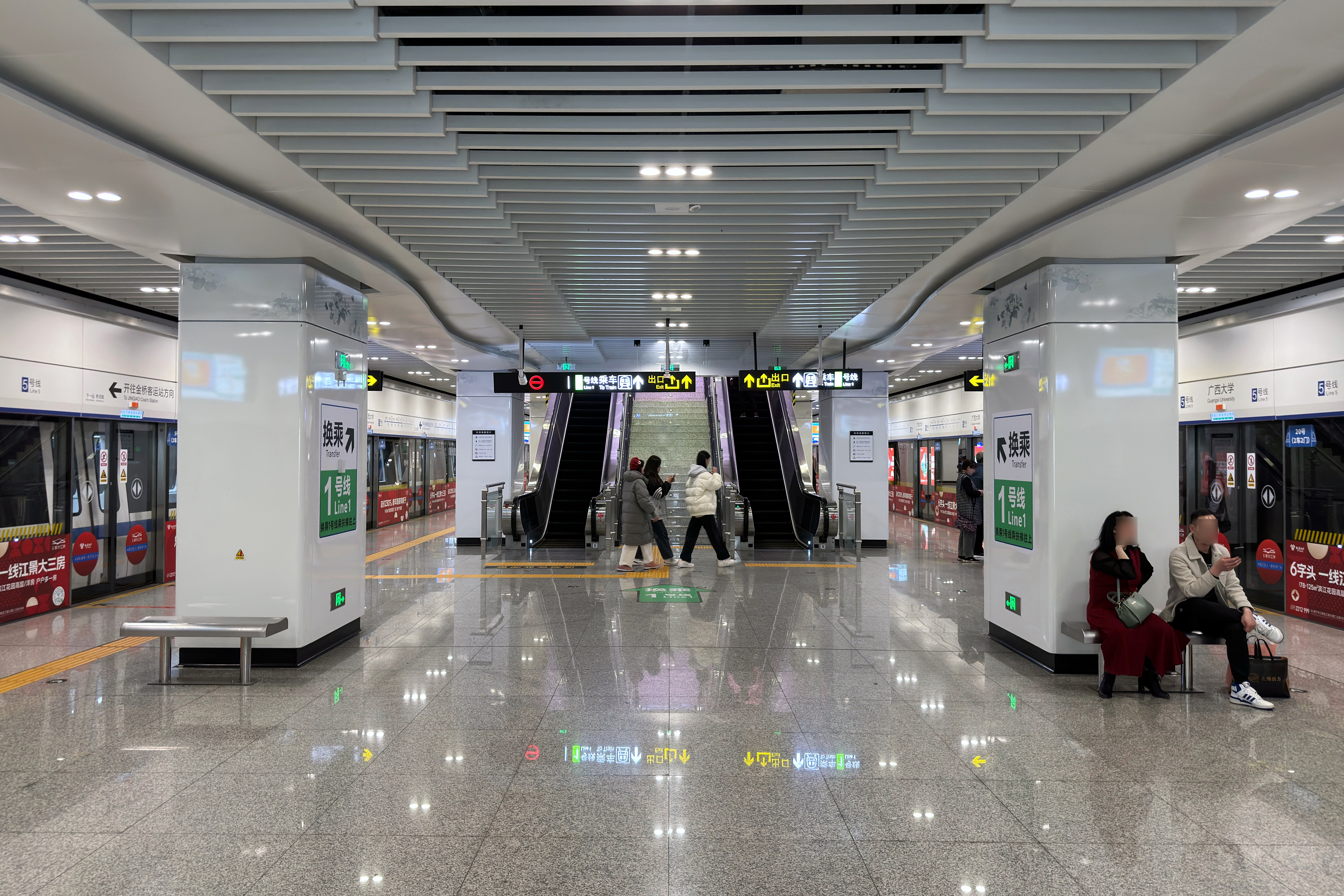
5号线站台

广西大学站现设有2层，地面为出入口，地下一层为站厅，地下二层为1号线月台（往石埠／火车东站）。建设中的5号线站台设有3层，地下一层为站厅，地下二层为设备层，地下三层为5号线月台（往国凯大道／金桥客运站）；1、5号线换乘通道位于地下一层。
| 地面     | 出入口                     | 出入口                                         | 出入口 |
| 地下一层 | 大堂                       | 客服中心、自助服務、 █ 1号线／ █ 5号线换乘通道 |        |
| 地下二层 | 西                         | █ 1号线列車往石埠方向（鲁班路）                |        |
| 地下二层 | 島式月台，左边车门将会开启 |                                                |        |
| 地下二层 |                            | █ 1号线列車往火车东站方向（白苍岭）            | 东     |
| 地下二层 | █ 5号线设备层              |                                                |        |
| 地下三层 | 南                         | █ 5号线列車往国凯大道方向（新秀公园）          |        |
| 地下三层 | 島式月台，左边车门将会开启 |                                                |        |
| 地下三层 |                            | █ 5号线列車往金桥客运站方向（秀灵路）          | 北     |

### 出入口

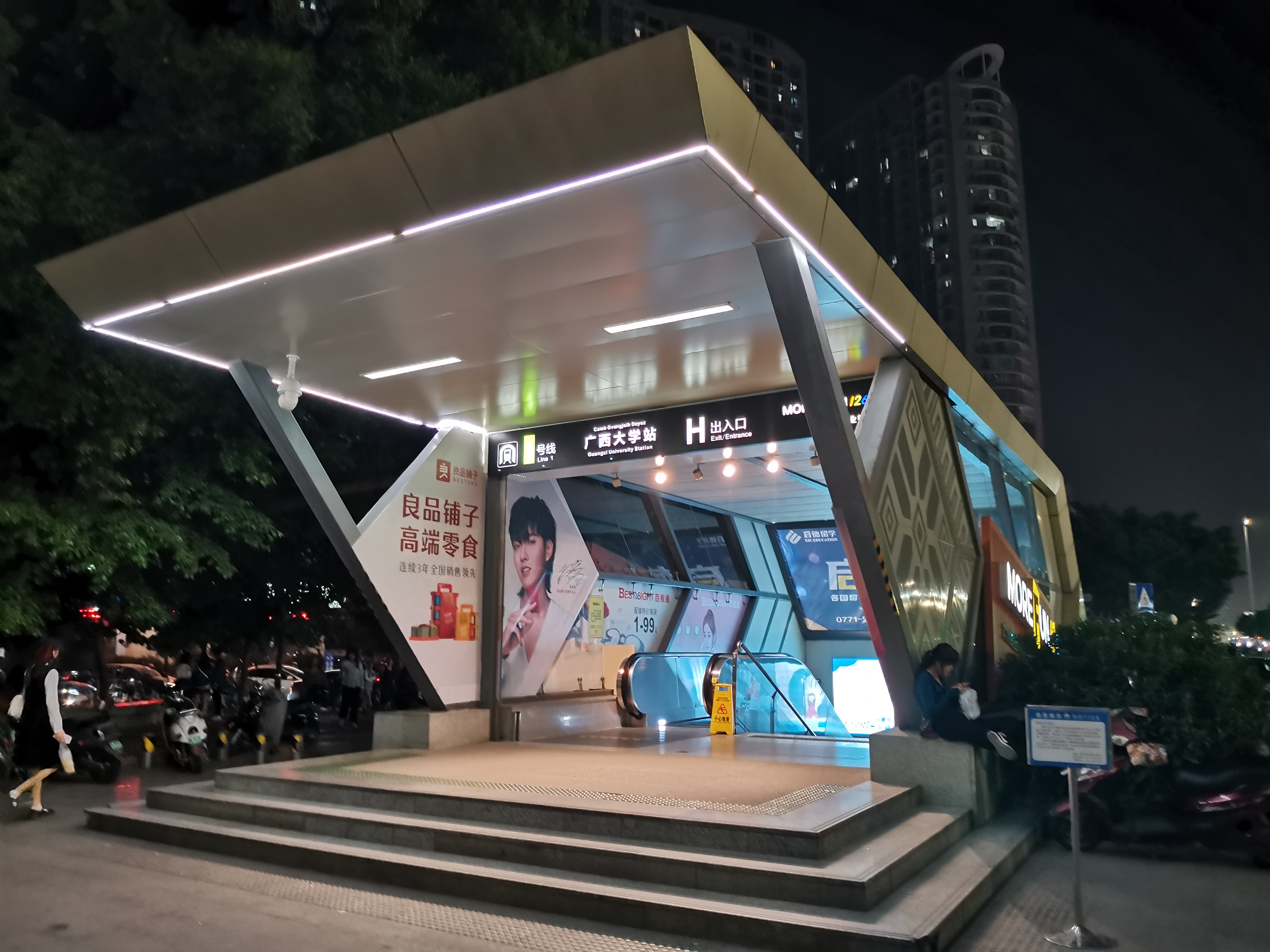
H口

广西大学站形似「丄」形，不计算连接商业街的G—K口，本站設有9個出入口，其中C、M口设有无障碍电梯。
| 出口編號            | 建議前往的目的地                                                 | 照片 |
| ------------------- | ---------------------------------------------------------------- | ---- |
| A口                 | 明秀西路、农院路、五里亭派出所、南宁市司法局、百汇华庭、康达花园 |      |
| B1口                | 明秀西路、城市碧园、时代天骄                                     |      |
| B2口                | 南宁市五里亭蔬菜批发市场、南宁高级技工学校                       |      |
| C口                 | 南宁市第二小学、瀚林御景、嘉州华都                               |      |
| D口                 | 南宁市西乡塘街道办、南宁市五里亭第一小学、五里亭农贸市场         |      |
| E口                 | 世贸西城广场                                                     |      |
| F口                 | 广西大学（南门）                                                 |      |
| G口                 | 大学东路、火炬路、广西大学、南宁百货奥特莱斯广场                 |      |
| H口                 | 大学东路、火炬路、广西大学                                       |      |
| I口                 | 大学东路、时代天骄、翰林学府                                     |      |
| J口                 | 大学东路、时代天骄                                               |      |
| K口                 | 大学东路、城市碧园                                               |      |
| L口                 | 明秀西路、大学东路辅路                                           |      |
| M口                 | 明秀西路、火炬一支路、农院路                                     |      |
| 注： 設有无障碍电梯 |                                                                  |      |

## 服务及接驳公交
本站为1号线小交路（往火车东站）的终点站。工作日高峰時段（早上7時至9時、晚上5時30分至7時30分），本站的发车间隔为3.5分钟，其余时段每班车的间隔时间為7分钟。双休日期间，低峰（早上6時30分至11時）行车间隔为7分钟，高峰时段（早上11時30分至晚上8時）5分钟，平峰时段（晚上8時至11時）6分钟。5号线全天行车间隔为8分钟。从广西大学开往火车东站的首班车在每天上午6时34分开出，末班车在每天晚上10时19分开出；开往石埠站的首班车在每天上午6时50分开出，末班车在每天晚上11时35分开出；开往金桥客运站的首班车在每天上午6时40分开出，末班车在每天晚上11时16分开出；开往国凯大道站的首班车在每天上午6时43分开出，末班车则在每天晚上11时19分开出。
乘客可在本站周围换乘南宁公交4路、8路、10路、24路、33路、34路、46路、52路、58路、66路、76路、78路、604路、605路等20条公交路线。